# Giacomo Costantino Beltrami
Giacomo Costantino Beltrami (Bergamo, 1779 – Filottrano, 1855) è stato un esploratore e patriota italiano. Risalì nel 1823 il corso del Mississippi, in un’area allora non ancora documentata da esploratori europei, percorrendo circa 4.000 km. La figura di Beltrami è  fortemente legata ad un immaginario costruito postumo, che lo associa alla scoperta delle sorgenti del Mississippi, all'immagine dell'uomo con l’ombrello rosso (viaggiava con un ombrello rosso) e al ritratto idealizzato realizzato da Enrico Scuri. Il suo nome è stato attribuito ad una contea dell’attuale Minnesota e alla città di Beltrami nella Contea di Polk.

## Biografia
Nato nel 1779 a Bergamo (la data di nascita esatta è sconosciuta a causa del fatto che un rogo distrusse i registri battesimali) in una numerosa famiglia di un doganiere della Serenissima, intraprese ben presto studi in ambito legale che gli permisero di diventare magistrato e di impegnarsi nella vita politica nell'epoca napoleonica. Vicino agli ideali libertari della rivoluzione francese, partecipò attivamente ai primi moti rivoluzionari in Italia, tanto da essere imprigionato più volte ed accusato di cospirazione contro lo Stato Pontificio per fatti accaduti nelle Marche: rischiò addirittura l'impiccagione, alla quale riuscì a sfuggire in extremis. Massone, il suo diploma massonico, rilasciato dal Grande Oriente d'Italia nel 1808, è conservato alla Biblioteca civica Angelo Mai di Bergamo.

### I viaggi
Questa situazione, unita alla sua innata voglia di viaggiare, lo spinsero, nel 1821, a lasciare l'Italia.
Dapprima raggiunse la Francia, per poi spingersi in Inghilterra. L'anno successivo, a fine settembre 1822, decise quindi di imbarcarsi da Liverpool alla volta dell'America del Nord, sbarcando a Filadelfia nei primi giorni di gennaio 1823, per spostarsi due mesi dopo ad ovest del Mississippi, verso territori ancora inesplorati. Pubblicò la relazione del suo viaggio in Europa sotto forma di quattro lettere indirizzate alla Contessa Girolama Compagnoni. Il titolo dello scritto era: Deux mots sur des promenades de Paris à Liverpool à Philadelphia. Nel suo trattato fece riferimento alla sua avventura americana. Approdato a Filadelfia nel 1823, ben presto si trasferì a St. Louis dove ricevette, dal generale Clarke, l'incarico di ispezionare i forti lungo il corso del fiume Mississippi. Intraprese entusiasticamente questa mansione con Lawrence Taliaferro e Stephen H.Long, con i quali condivise l'obiettivo di scoprire le sorgenti del grande fiume. Arrivarono a Fort St. Anthony, mappando la zona ed interagendo con le popolazioni locali.
Più tardi, in luglio, dopo tre mesi di navigazione, la tensione crebbe tra i tre compagni di navigazione, tanto che in agosto questi si separarono.
Il Beltrami si spinse da solo quindi fin nei territori Sioux e Chippewa, dove in pochi avevano osato arrivare. Si avvicinò progressivamente a queste popolazioni e, grazie alla sua indole pacifica, instaurò con essi un rapporto di reciproca stima.
Nell'animo del Beltrami crebbe sempre più un grande attaccamento nei confronti della cultura e della società dei nativi americani, tanto che pubblicò un dizionario inglese-sioux e parecchia documentazione inerente agli indigeni d'America. Si tratta del primo dizionario del genere, ancora oggi usato e ristampato dalla Lakota Books (vedi in bibliografia).
Tra questi suoi racconti merita menzione La decouverte des sources du Mississippi e de la Rivière sanglante che racconta dettagliatamente questi suoi viaggi.
Fu uno dei primi a dare la giusta considerazione a queste tribù, fino ad allora descritte in modo offensivo ed inesatto dalla letteratura del tempo, tanto che si dice sia stato l'ispiratore di James Fenimore Cooper per il romanzo, poi anche successo cinematografico, L'ultimo dei Mohicani.
Il suo viaggio lo spinse sempre più a nord, ai confini con il Canada fino a raggiungere il Red Lake.
Qui fece la scoperta di un altro lago, che chiamò lago Giulia (il nome attuale è Lago Itasca), in onore della nobildonna Giulia De Medici Spada, sua grande amica, da lui conosciuta nel 1809 e prematuramente scomparsa nel 1820; lago che fu da lui ritenuto la sorgente più a nord del Mississippi: era il 31 agosto 1823.
Così lui descrisse quel panorama:
Intraprese la via del ritorno, giungendo a Fort Anthony due giorni più tardi, arrivando a New Orleans a dicembre. In quella città egli cominciò a scrivere un resoconto del suo viaggio, che fu pubblicato qualche mese più tardi. La sua versione del viaggio venne però ritenuta troppo fantasiosa, tanto da farla passare in secondo piano rispetto al racconto di Long, suo ex compagno.
Le sue avventure sono completate da viaggi in Messico, dove collezionò oggetti aztechi, classificò piante e animali ed osservò il sistema politico di quell'area, ad Haiti e Santo Domingo e dal coinvolgimento nelle rivoluzioni di Parigi (1830) e di Roma (1849). Nell'ottobre 1826 s'imbarcò per il viaggio di ritorno in Europa, giungendo a Londra alla fine dell'anno. Nella primavera del 1827 si spostò a Parigi dove partecipò alla Rivoluzione di luglio del 1830 e nel 1834 giunse ad Heidelberg, ospite del nobile Josef Anton Mittermaier. Rientrò in Italia nel 1839 e si stabilì a Filottrano, nelle Marche, al tempo territorio dello Stato Pontificio, ospite della Confraternita Francescana locale, tanto che i paesani lo conoscevano col nome di "Fra' Giacomo".
Raccolse numerosi oggetti, a testimonianza delle sue avventure, ora conservati nel museo a lui dedicato a Filottrano, località in provincia di Ancona dove morì nel 1855, e nel museo di scienze naturali Enrico Caffi di Bergamo, che gli ha dedicato nel 2023 in occasione del 150º anniversario della sua morte un'apposita sezione permanente realizzata in collaborazionecon Biblioteca Civica Angelo Mai di Bergamo, Shakopee Mdewakanton Sioux Community e Beltrami County Historical Society.

## Curiosità
Tra gli oggetti unici al mondo raccolti dal Beltrami nei suoi viaggi, si può trovare un tamburo da medicina appartenuto ad uno stregone oggi conservato al museo di scienze naturali di Bergamo. Questo tamburo, decorato sulle due facce con una figura di demone ed un disco solare, è stato considerato talmente particolare da essere scelto come simbolo per le olimpiadi invernali di Calgary in Canada tenutesi nel 1988.

## Archivio personale
Il suo archivio personale è depositato presso la Biblioteca Angelo Mai di Bergamo e l'inventario è consultabile online

## Opere principali
- The Sioux vocabulary 1823: (in the Archivio Beltrami of Count G. Luchetti, Filottrano, Italy / transcribed and edited by Cesare Marino and Leonardo Vigorelli. Published/Created: Kendall Park, N.J. : Lakota Books, 1995)
- Deux Mots sur les promenades de Paris à Liverpool etc. (1823)
- La découverte des sources du Mississippi et de la Rivière sanglante (1824)
- A Pilgrimage in Europe and America (1828)
- Le Mexique (1830)
- L'Italie et L'Europe (1834)
- L'Italia ossia scoperte (1834)
- A pilgrimage in Europe and America leading to the discovery of the sources of the Mississippi and bloody river (2005), reprint 4 voll., Collana "Il Genio Vagante", Leading Edizioni
- G.C. Beltrami alla scoperta delle sorgenti del Mississippi 1823 (2005), Collana "Sono Stati Famosi", Leading Edizioni

## Onorificenze e titoli
- Ispettore dei Magazzini della Commissione (Torino, 1801)
- Sotto-Ispettore degli Equipaggi (Parma, 1805)
- Cancelliere di Giustizia nel Dipartamento del Taro (Parma, 1805)
- Vice-Ispettore delle Armate (1806)
- Giudice della Corte del Dipartamento del Musone (Macerata, 1809)
- Medaglia d'Onore di Napoli (1815)